# Carl Fredrik Piper
Carl Fredrik Piper (ur. w 1700, zm. w 1770) – szwedzki polityk, jego synem był Adolf Ludvig Piper, rodzicami zaś Carl Piper, również polityk i Christina Törnflycht.

## Życiorys
Studiował od 1710 na uniwersytecie w Uppsali.
Gdy Josias Cederhielm został w 1725 roku ambasadorem w Rosji, Piper towarzyszył mu do Petersburga. Był jednym z przywódców ugrupowania znanego jako "partia czapek".